# Julie Charpentier
Julie Charpentier, född 1770, död 1845, var en fransk skulptör. 
Hon deltog i Louvrens utställningar mellan 1793 och 1824. Hennes verk var ofta i terrakotta, och hon utförde flera verk från statliga myndigheter. Från 1801 och framåt arbetade hon med taxidermi för Muséum national d'histoire naturelle.